# CNN Center
CNN Center là trụ sở toàn cầu của CNN. Các phòng tin tức và trường quay chính cho một vài kênh tin tức của CNN nằm tại tòa nhà này. Khu vực văn phòng thương mại của tòa nhà được sử dụng hoàn toàn bởi CNN và công ty mẹ Turner Broadcasting System, một chi nhánh của Time Warner từ năm 1996. CNN Center có nằm tại Trung tâm Thành phố Atlanta, Georgia, nằm kề bên Công viên Olympic 100 năm.

## Lịch sử

### Lịch sử ban đầu
CNN Center được mở cửa vào năm 1976 với tên gọi là Khu phức hợp Omni, là một dự án phát triển của Cousins Properties. Omni Coliseum, một sân vận động của NBA và NHL nối trực tiếp với Khu phức hợp Omni, được mở cửa 3 năm sau đó, vào ngày 14 tháng 10 năm 1972. Khu phức hợp Omni hầu hết là trống rỗng cho tới khi CNN chuyển trụ sở của hãng từ khu vực Midtown Atlanta tới đây vào năm 1987. Tòa nhà ban đầu mở bán các khu văn phòng cho nhiều doanh nghiệp, cũng như các lãnh sự thuê trong nhiều năm. Tầng chính của tòa nhà có một sân trượt băng cùng với một vài nhà hàng và một khu chơi trò chơi Gold Mine. Nổi vật hơn cả, Sid và Marty Krofft đã cho xây dựng một khu công viên giải trí trong nhà có tên là The World of Sid and Marty Krofft, lấy cảm hứng từ các chương trình TV cho trẻ em nổi tiếng của hai nhà sản xuất truyền hình này. Đây là công viên giải trí trong nhà đầu tiên và đã được mở cửa vào năm 1976, nhưng nhanh chóng bị đóng cửa sau sáu tháng. Khu phức hợp cũng được cho xây dựng một rạp chiếu phim đa màn hình. Trong nhiều năm rạp này hay chiếu bộ phim Cuốn theo chiều gió, mà theo như Ted Turner gọi là "Bộ phim hay nhất từng được sản xuất". Rạp đã bị thay thế trong quá trình cải tạo để xây dựng một phòng tin tức mới cho các hoạt động trực tuyến của CNN. Khu trượt băng đã bị thay thế bằng một tấm bản đồ thế giới lớn (có những chiếc ghim đánh dấu các vị trí có cơ quan thường trú của CNN toàn cầu). Truóc khi chuyển tới đây, CNN và Headline News hoạt động ở một câu lạc bộ đồng quê cũ trên Đường Techwood ở Midtown Atlanta, cùng với đài WTBS, hiện nay là khuôn viên cho gần như tất cả các mạng lưới khác của Turner và Turner Studios; mặt trước của tòa nhà cũng là logo cho các video tại nhà và chiếu trên các rạp của Turner vào những năm 1990. Khi CNN chuyển tới CNN Center vào ngày 13 tháng 7 năm 1987, CNN Headline News (nay có tên là HLN) là mạng đầu tiên phát sóng chương trình từ trụ sở mới vào lúc 3 giờ ET. Kênh chị em của nó bắt đầu các chương trình trực tiếp vào lúc 18 giờ ET cùng ngày.

#### Thập niên 1990

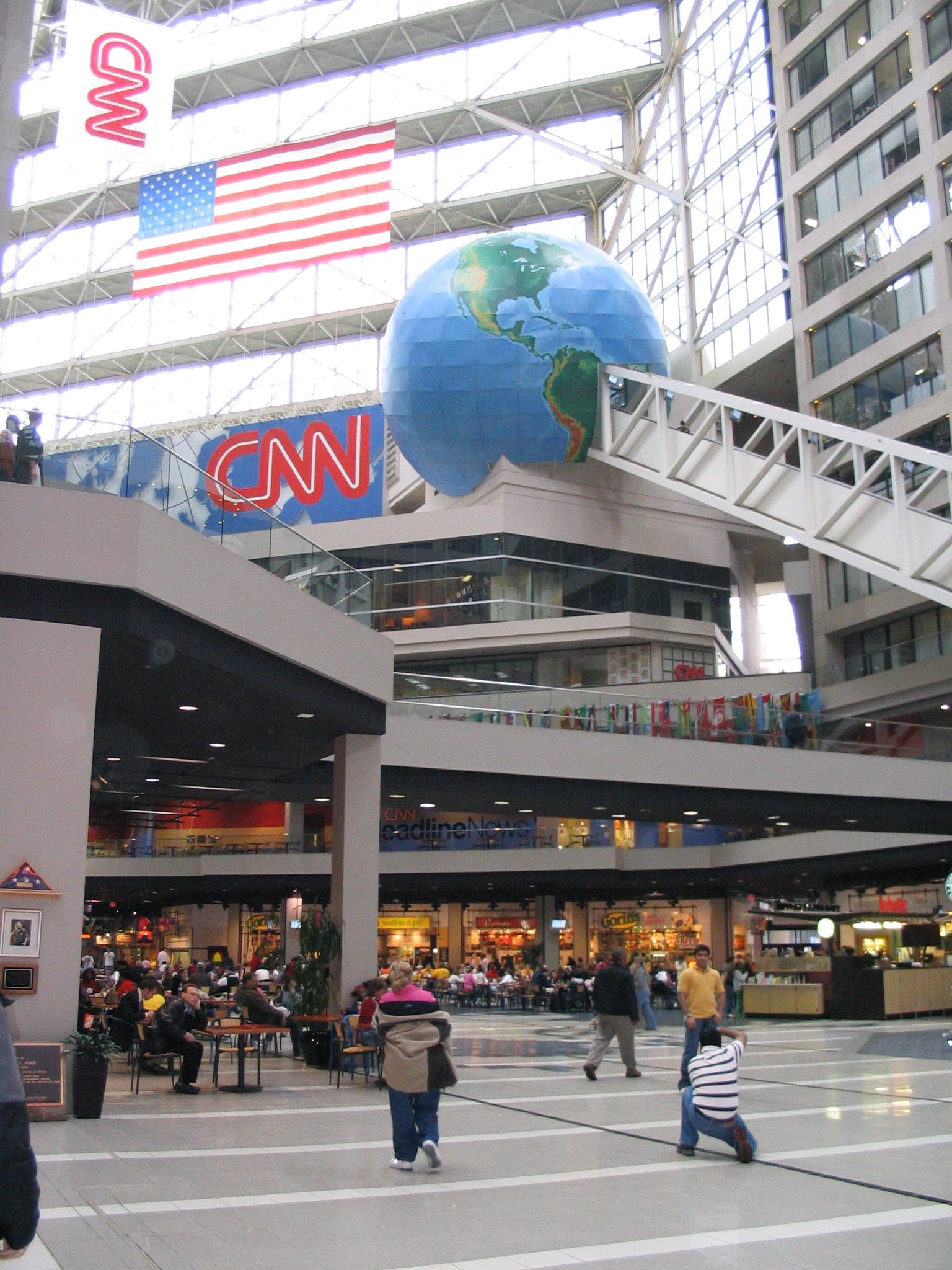
Khung cảnh bên trong

Vào ngày 11 tháng 5 năm 1997, sân vận động Omni Coliseum đóng của. Philips Arena, sân vận động thay thế, khởi công vào ngày 5 tháng 6 năm 1997. Omni Coliseum được cho phá sập vào ngày 26 tháng 7 năm 1997. Người ta tin rằng CNN Center đã bị hư hại sau vụ sập. Philips Arena được mở cửa vào ngày 18 tháng 9 năm 1999. Bảng tỉ số của Omni Coliseum vẫn được giữ lại cho Philips Arena tới bây giờ.

#### Thập niên 2000
Vào ngày 4 tháng 4 năm 2007, Arthur Mann, một nhân viên tại Khách sạn Omni, đã bắn trọng thương người bạn gái cũ Clara Riddles bên trong khu trung tâm. Tòa nhà nhanh chóng được sơ tán sau khi nghe thấy những tiếng súng đầu tiên. Mann bị cảnh sát bắn trúng và cả hai đều được đưa tới bệnh viện. Riddles sau đó đã không vượt qua nổi và qua đời. Công tác khám nghiệm tử thi cho thấy Riddles đã bị Mann nã ba phát đạn. Nguyên nhân vụ bắn súng vẫn chưa được giải đáp.
Vào ngày 14 tháng 3 năm 2008, một trận lốc xoáy cấp EF-2 đã tàn phá qua khu trung tâm Atlanta, gây hư hại cho CNN Center và để lại nước và bụi ở các tầng trên. Phần mái vòm cũng đã bị hư hại, khiến nước tràn vào tòa nhà và gây ngập một phần khu ăn uống. Thư viện của CNN cũng bị hư hại, mặc dù tại thời điểm đó chưa thể biết được có bao nhiêu tài liệu lưu trữ bị hư hại. Nhiều trường hợp chấn thương và hư hại rộng được báo cáo. Khách sạn Omni, gắn liền với CNN Center, được cho sơ tán để đề phòng, và hơn 400 phòng đã trống người trong 2 tuần.

#### Thập niên 2010
Vào ngày 13 tháng 6 năm 2014, một chiếc xe hơi đã đâm vào CNN Center gây ra hư hại kiến trúc nhỏ. Tài xế xe thừa nhận đã ngủ gật lúc lái xe, và đã bị buộc tội lái xe khi sử dụng cần sa.

### Chuyển dịch khỏi Atlanta và vụ bán Khách sạn Omni
Năm 2014, CNN đã di chuyển tất cả người dẫn thường ngày và một vài nhân viên biên tập khỏi Atlanta sang các trụ sở tại New York và Washington, D.C. Hiện tại, không có chương trình vào các ngày thường trong tuần nào phát sóng từ Atlanta. Bộ phận số của CNN, dịch vụ đăng ký nội dung của hãng là Newsource, HLN, và các kênh chị em CNN en Español và CNN International vẫn hoạt động tại CNN Center.
Năm 2016, Giám đốc tài chính của Turner là Pascal Desroches cho biết công ty sẽ bán 50% cổ phần tại Khách sạn Omni bên trong trung tâm nhằm hỗ trợ cải tạo lại khuôn viên Techwood của công ty tại Atlanta, trụ sở của các hoạt động khác của Turner.

## Cơ sở vật chất

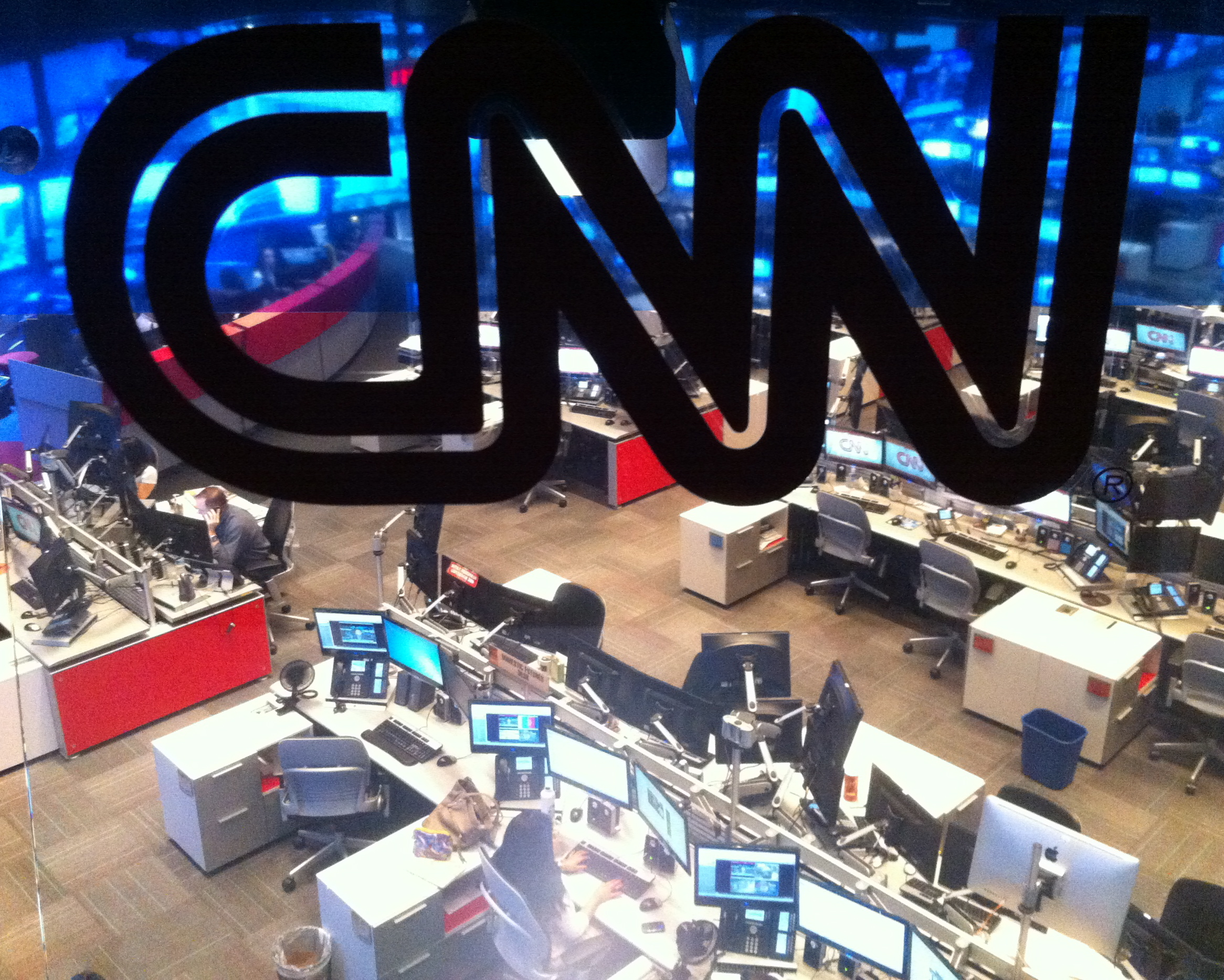
Phòng tin tức CNN Atlanta

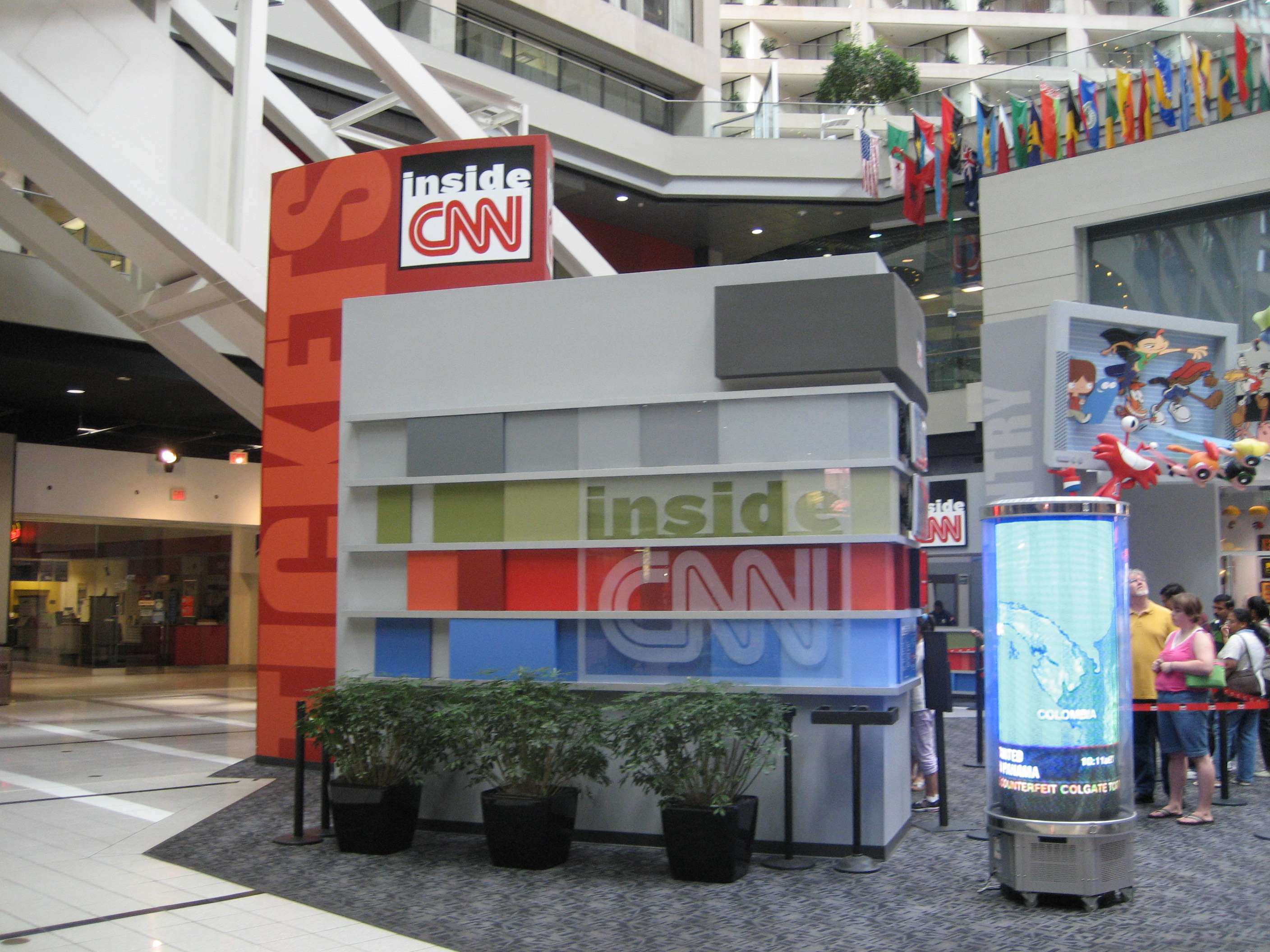
Quầy đăng ký tham quan Inside CNN Studio Tour

CNN Center còn có một khu Khách sạn Omni và có một khu ăn uống mái vòm thường được ghé qua bởi các nhân viên văn phòng địa phương, khách du lịch, khách mời sự kiện từ Philips Arena và Sân vận động Mercedes-Benz, cùng những người dự hội nghị từ Trung tâm Hội nghị Thế giới Georgia. Các kênh truyền hình của CNN tới toàn thế giới được chiếu lên các màn hình lớn xung quanh tòa nhà. Các chuyến tham quan trường quay được mở và được áp dụng các công nghệ như Chroma key và máy nhắc chữ, cùng với các chuyến tham quan phòng tranh nhìn được bao quát các phòng tin tức của CNN International, HLN, và CNN en Español.
Thang cuốn ở khu mái vòm được dùng để vận chuyển khách tham quan đã được ghi vào Sách Kỷ lục Guinness là Thang cuốn không giá đỡ (chỉ đỡ ở hai đầu) dài nhất thế giới với độ dài 196 foot (60 m). Nó được xây dựng cho công viên giải trí từng nằm trong tòa nhà này, và là một phần không thể phá bỏ của kiến trúc tòa nhà. Dịch vụ MARTA được cung cấp tới CNN Center tại nhà ga Dome/GWCC/Philips Arena/CNN Center.

### Danh sách các cửa hàng và nhà hàng
- Arby's
- Braves Clubhouse Store
- BurgerFi
- Cartoon Network Store
- Chick-fil-A
- China Breeze
- CNN Store
- Dantanna's Downtown
- Dunkin' Donuts
- Fuji Express
- Great Wraps
- McCormick & Schmick's Seafood Restaurants
- Moe's Southwest Grill
- Natural's Ice Cream, Yogurt & Smoothies
- Roman Delight
- Starbucks
- Subway
- Taco Bell
- Taco Mac
- TJ's Sandwiches
- The Turner Store
- U.S. Postal Store
- Wells Fargo Bank